# زومردا
سومرداو (بالألمانية: Sömmerda) هي بلدة ألمانية تقع في ألمانيا في تورينغن. يقدر عدد سكانها بـ 20,671 نسمة .

## المدن التوأمة
مدن بوبلينغين و كيدايني هي مدن توأمة لـسومرداو.

## أعلام
- توماس لينكه
- روبرت باول
- كارل بيرجمان
- أرنولد باولسن